# 阿希从众实验
阿希从众实验（英文：Asch conformity experiments）是所罗门·阿希1956年进行的一次非常经典的关于从众效应的实验。

## 实验过程

在阿希实验中使用过的两张卡片，左边的是标准长度的直线，右边的是需要被试判断的三条直线。

实验者以史瓦兹摩尔学院的男性大学生为被试，每组7人，坐在一排成半圆形，其中6人是实验者的助手，只有一位是真正的被实验者，被试并不知道其他6人的身份。
实验开始之后，实验者向所有人展示一条标准直线X，同时向所有人出示用于比较长度的其他三条直线A，B，C。其中有一条和标准直线X长度相同，而另两条有显著长度差别（即可近似认为被试一定可以判断出来），然后让所有人（包括6位助手和1位被试）说出与X长度相同的直线。
每轮实验中均为6个助手先给出答案，被试在最后给出。其中6个助手会给出一致，但正误不定的答案（即有时给出正确，有时给出错误答案）。

## 实验结果
对照组中，错误率低于1%。
实验组中，被试有36.8%的回答是遵从了其他人错误意见的错误回答，大概有3/4的人至少出现了一次从众，大约有1/4的人保持了独立性自始至终没有一次从众发生。

## 结论
由于在阿希的试验中，并没有给不从众者任何处罚，也不会对从众者进行任何奖励。所以根据分析，从众的原因可能主要有两种：
一种是在面对多数人完全一致的回答时，被试开始相信自己的意见是有错误的。在阿希实验之后，实验者询问那些在回答错误的被试，有少数人声称自己看到的就是那样。证明了这一点。
另外一种情况是：被试屈从于多数人的判断，做出和其他人一致的回答，以便被多数人所接受。在另外的变形实验中，被试们单独回答问题时，就很少看到被试屈从于其他人的判断。也证明了这一点。
同时，在另外一些变形试验中，如果实验者的助手伪装成的被试们回答的答案不一致的话，哪怕只有一个人回答了不同的答案，也会显著的降低被试从众的概率。证明了在团体中不同意见的重要性。

## 相关链接
- 从众行为
- 从众效应
- 米尔格拉姆实验